# Cryptus intermedius
Cryptus intermedius là một loài tò vò trong họ Ichneumonidae.